# Herb Tychowa
Herb Tychowa – jeden z symboli miasta Tychowo i gminy Tychowo w postaci herbu.

## Wygląd i symbolika
Herb przedstawia tarczę herbową najpierw dwudzielną w pas, następnie górną część dwudzielną w słup i kolejno lewą górną część dwudzielną w pas. W górnym prawym (heraldycznie) polu, na niebieskim tle stoją trzy zielone świerki tak, że środkowy świerk jest na pierwszym planie, a dwa pozostałe tuż za nim z jego prawej i lewej strony. W lewym górnym polu (które jest dwudzielne w pas) na zielonym tle, znajduje się (na każdym z nich) rudy lis biegnący w prawo. Lis ma klatkę piersiową, brzuch i końcówkę ogona w kolorze białym. W dolnym polu na żółtym tle znajduje się głaz narzutowy „Trygław” w kolorze grafitu, z krzyżem łacińskim w kolorze brązowym ustawionym na nim.

## Historia
Herb został ustanowiony przez Radę Gminy Tychowo w 1996 roku.